# 브리크
브리크(튀니지 아랍어: بريك, 단수: بريكة 브리카)는 튀니지의 튀긴 페이스트리이다. 으깬 감자와 달걀, 캔 참치 등을 소로 넣어 기름에 튀겨 내는 길거리 음식이며, 라마단 기간에 빠지지 않는 음식이기도 하다. 튀니지의 국민 음식 가운데 하나이기도 하다. 이웃한 알제리에서는 비슷한 음식이 "부레크"라 불린다.

## 이름
튀니지 아랍어 "브리크(بريك)"의 어원은 오스만어 "뵈레크(بورك)"이다.

## 만들기
말수까나 와르까라 불리는 얇은 페이스트리 반대기에 으깬 감자와 달걀, 캔 참치 등을 소로 넣어 기름에 튀긴다. 그 외에 들어가는 재료로 다진 양파와 파슬리, 치즈, 케이퍼 등이 있다. 소는 타빌 등 향신료로 간을 하며, 하리사를 곁들여 먹기도 한다.

## 사진

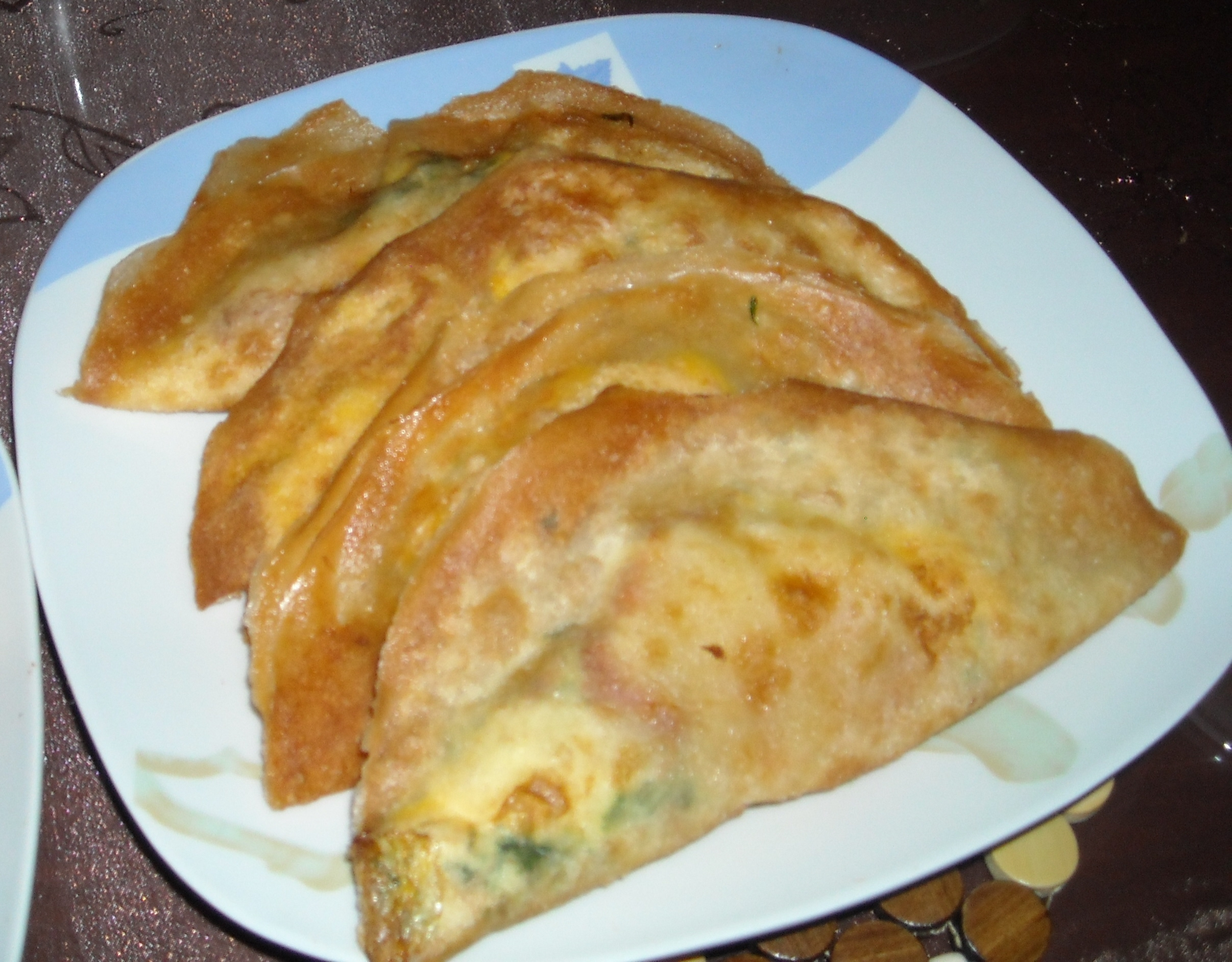
브리크
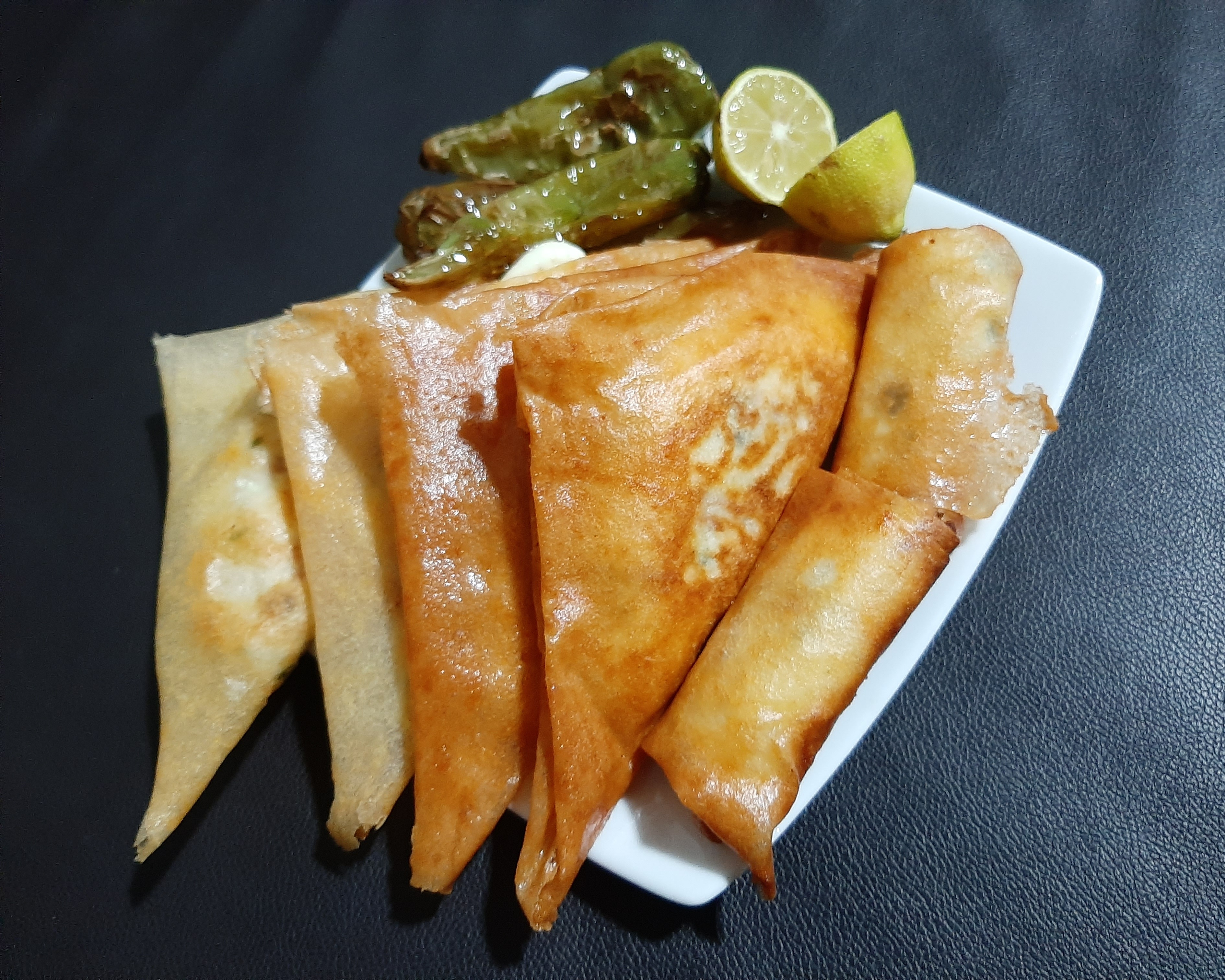
브리크

## 같이 보기
- 뵈레크
- 부레크
- 소를 넣은 음식 목록